# 苏州市人民政府
苏州市人民政府（简称苏州市政府、市府、苏府）是中华人民共和国苏州市地方国家权力机关苏州市人民代表大会的执行机关和市级国家行政机关，属江苏省人民政府领导，办公地点位于江苏省苏州市姑苏区三香路998号。
苏州市人民政府成立于1949年4月，文化大革命期间由苏州市革命委员会成立代行其职能，1979年恢复苏州市人民政府名称至今。苏州市人民政府市长是苏州市人民政府最高行政首长，由苏州市人民代表大会选举产生。

## 机构设置
- 苏州市人民政府办公室
- 苏州市发展和改革委员会
- 苏州市教育局
- 苏州市科学技术局
- 苏州市工业和信息化局
- 苏州市民族宗教事务局
- 苏州市公安局
- 苏州市民政局
- 苏州市司法局
- 苏州市财政局
- 苏州市人力资源和社会保障局
- 苏州市自然资源和规划局
- 苏州市生态环境局
- 苏州市住房和城乡建设局
- 苏州市园林和绿化管理局
- 苏州市城市管理局
- 苏州市交通运输局
- 苏州市水务局
- 苏州市农业农村局
- 苏州市商务局
- 苏州市文化广电和旅游局
- 苏州市卫生健康委员会
- 苏州市退役军人事务局
- 苏州市应急管理局
- 苏州市审计局
- 苏州市人民政府外事办公室
- 苏州市国有资产监督管理委员会
- 苏州市政府研究室
- 苏州市数据局
- 苏州市市场监督管理局
- 苏州市体育局
- 苏州市统计局
- 苏州市医疗保障局
- 苏州市信访局
- 苏州市国防动员办公室
- 苏州市机关事务管理局[1]